# Gradiscutta (Nova Gorica)
Gradiscutta (in sloveno Gradišče nad Prvačino; in friulano Gridiscjute) è un paese di 506 abitanti della Slovenia, frazione del comune di Nova Gorica. È sede di una delle 19 comunità locali in cui è suddiviso il comune.
La località si trova su di una collina sopra la riva sinistra della parte occidentale del fiume Vipacco, a 121,7 metri s.l.m. e a 9,0 chilometri dal confine italiano.
Nell'insediamento (naselje) è inoltre presente l'agglomerato di Mlin.

## Storia
Durante il dominio asburgico Gradiscutta fu comune catastale autonomo e comprendeva anche l'insediamento di Oscevolich (attualmente parte del comune di Ranziano-Voghersca). In seguito venne aggregata al comune di Ranziano.
In quest'epoca visse e morì a Gradiscutta il pittore Giuseppe Tominz.
Nel 1920, in seguito alla prima guerra mondiale e al Trattato di Rapallo, il territorio passò al Regno d'Italia, che inquadrò Ranziano e Gradiscutta dapprima nella provincia del Friuli e poi dal 1927 in quella di Gorizia.
Nel 1947, in seguito alla seconda guerra mondiale e al Trattato di Parigi, la frazione passò assieme al territorio circostante alla Jugoslavia. Nel 1991 divenne parte della Slovenia.

## Corsi d'acqua
Fiume Vipacco (Vipava).